# Foltos ajakoshal
A foltos ajakoshal (Labrus bergylta) a sugarasúszójú halak (Actinopterygii) osztályának sügéralakúak (Perciformes) rendjébe, ezen belül az ajakoshalfélék (Labridae) családjába tartozó faj.

## Előfordulása
A foltos ajakoshal előfordulási területe a Kelet-Atlanti-óceán és az Északi-tenger. Norvégiától Marokkóig sokfelé fellelhető, beleértve az Azori-, Madeira- és Kanári-szigetek környékét is. A Földközi-, Adriai- és Márvány-tengerekben található hasonló halfaj, valójában Labrus merula.

## Megjelenése
Ez a halfaj általában 50 centiméter hosszú, de 65,9 centiméteresre is megnőhet. A legnagyobb kifogott példány 4,4 kilogrammot nyomott. Méretéhez képest masszív teste van. A szája eléggé kicsi, azonban az ajkai vastagok; a fogai nagyok és kúp alakúak. A színezete példánytól függően nagyon változó, azonban az alapszínek a barnástól a zöldesig terjednek.

## Életmódja
A mérsékelt öv európai korallszirtjeinek egyik lakója, mely 1-50, de általában 2-30 méteres mélységek között él. A felnőtt a parttól távolabbra, míg az ivadék a partközelben tartózkodik. Tápláléka rákok és puhatestűek.

## Szaporodása
Mindegyik egyed nőstényként jön világra, aztán 4-14 éves korában nemet vált, azaz hím lesz belőle. Egy-egy hím területén több nőstény is élhet; mindegyikük a hím által az algák közé készített fészekbe rakják le ikráikat. A hím 1-2 hétig őrzi a fészket és az ikrákat. Kikelése után az ivadék szabadon úszik.
Legfeljebb 29 évig él.

## Felhasználása
Ezt a halat főleg a helybéli halászok fogják ki táplálkozási célokból. Azonban az akváriumokba és a sporthorgászok kezébe is kerül néhány egyedük.

## Képek

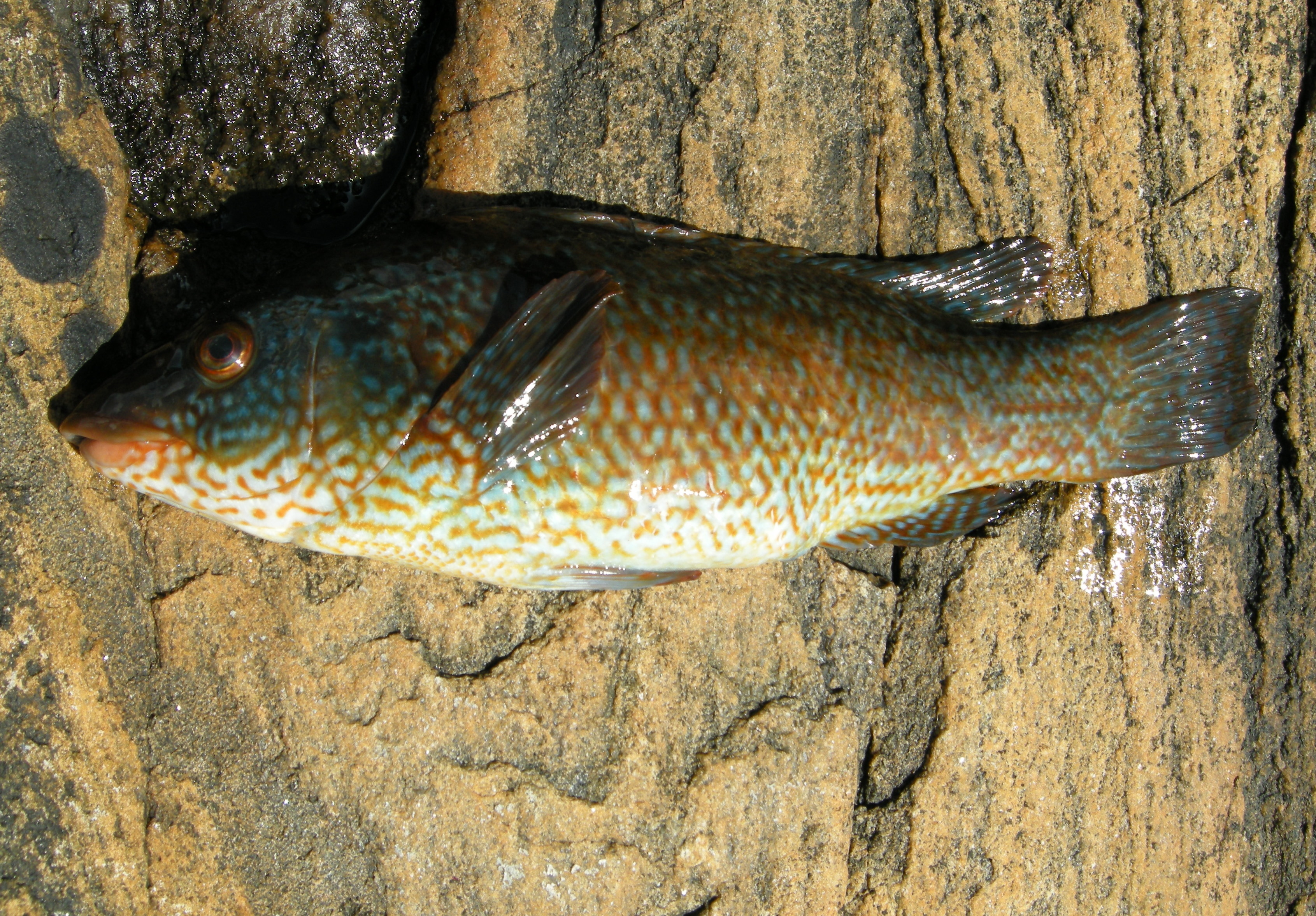
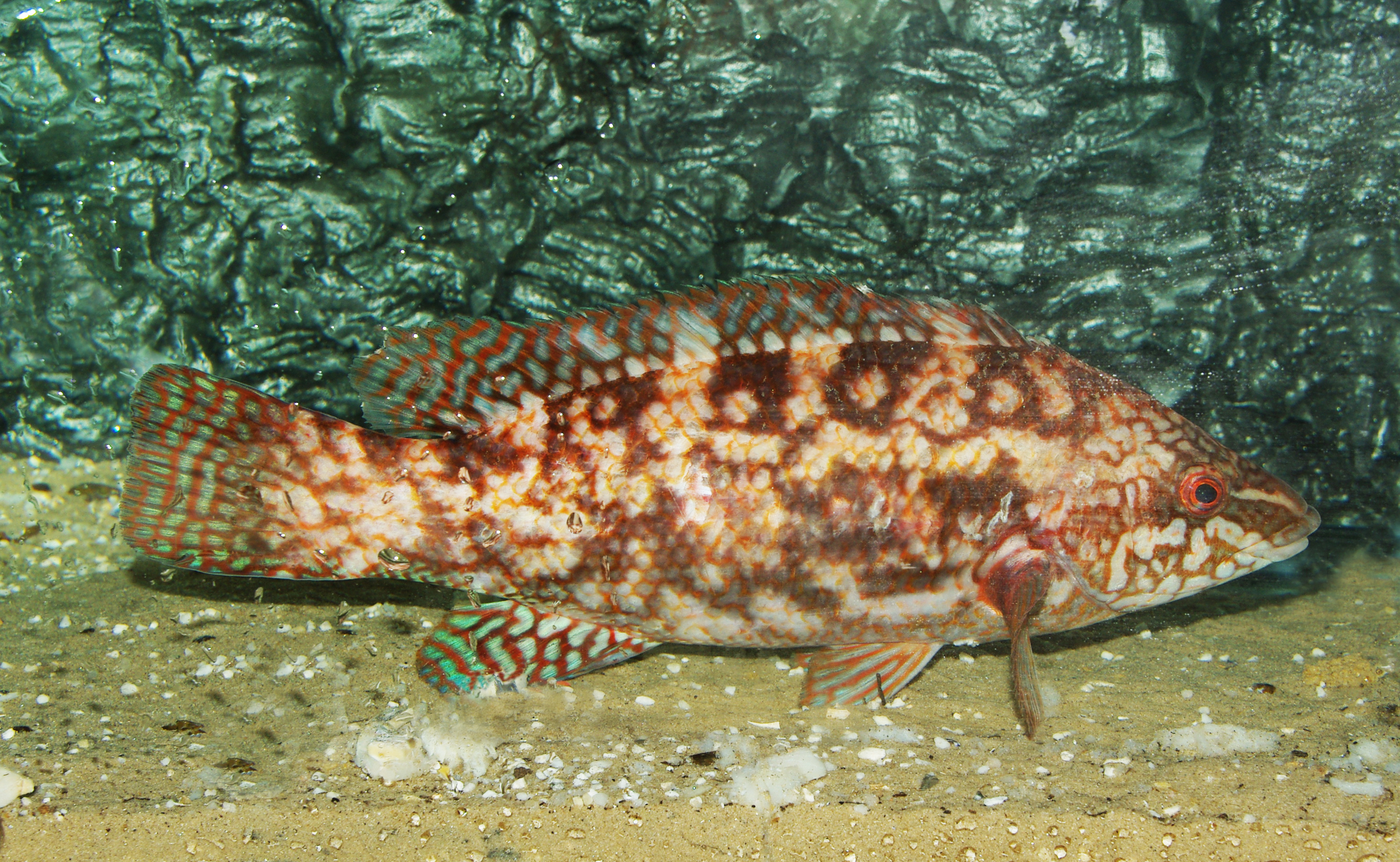
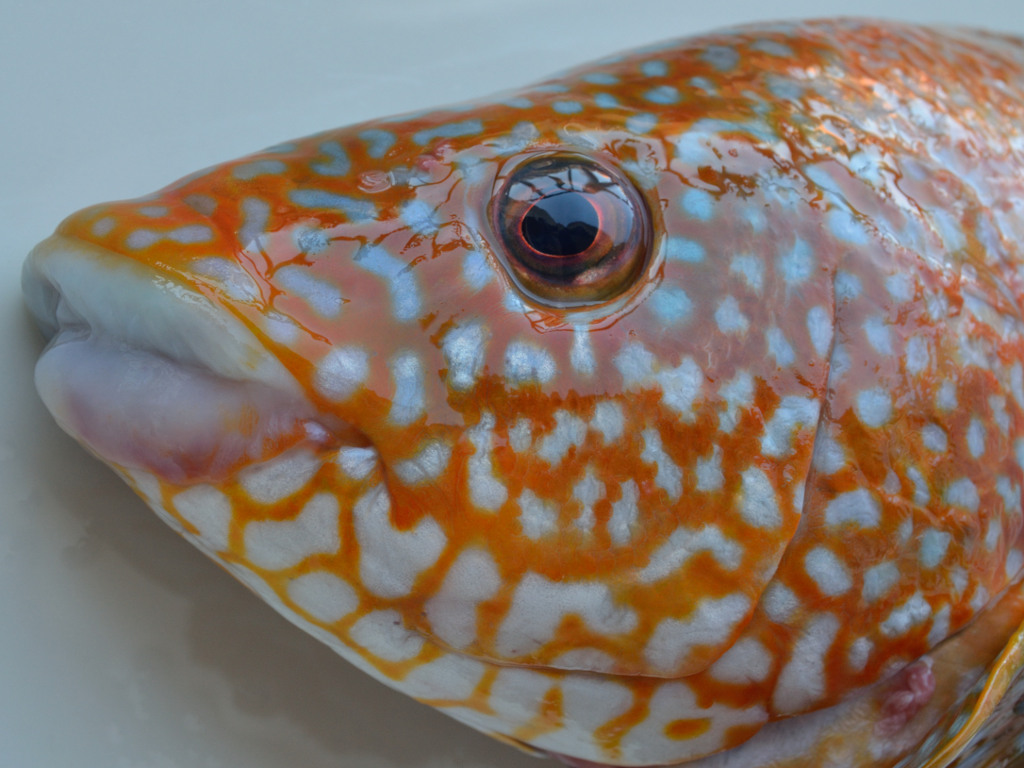
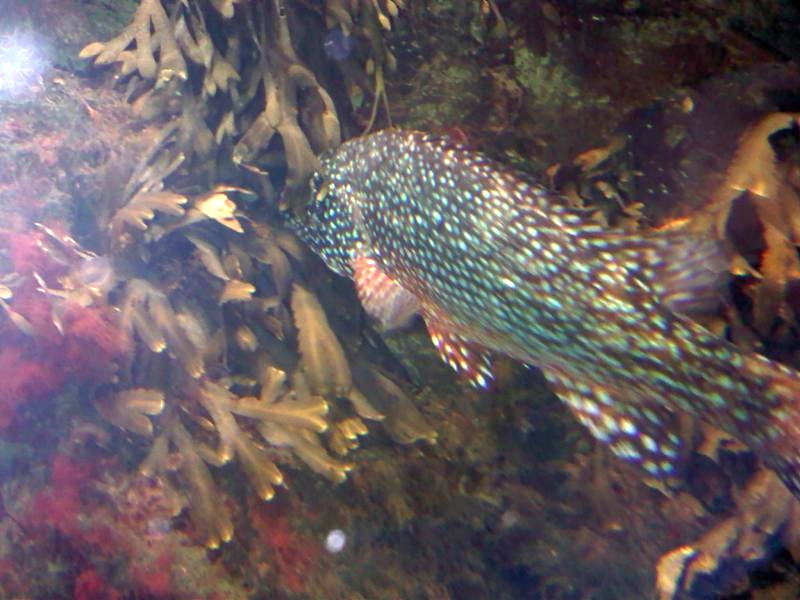